# Seymour Cray

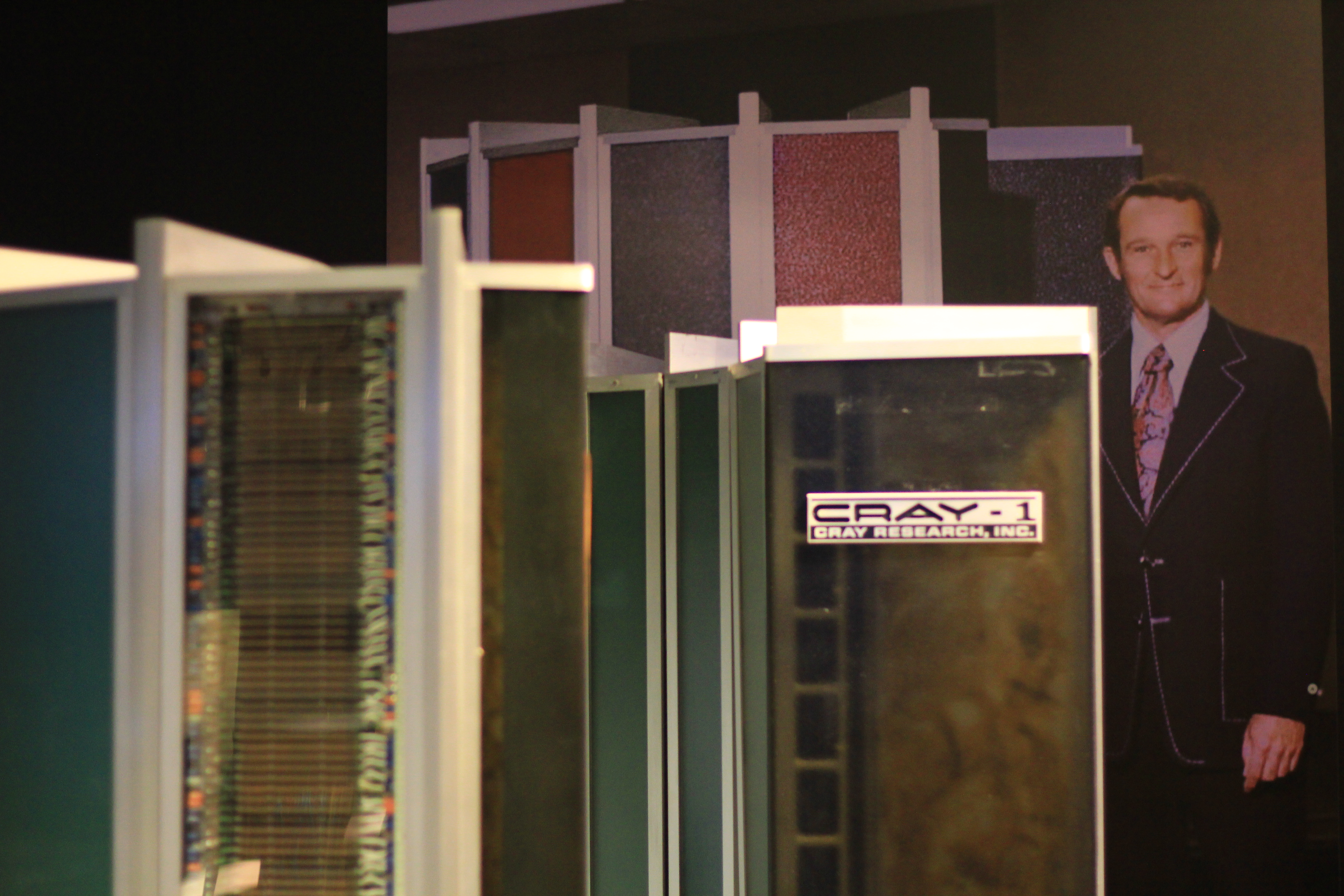
Seymour Cray

Seymour Roger Cray (Chippewa Falls, 28 september 1925 — Colorado Springs, 5 oktober 1996) was een Amerikaans elektrotechnicus, ontwerper van supercomputers en oprichter van het bedrijf Cray Research. Hij had zo'n reputatie dat gedurende een kleine 30 jaar het korte antwoord op de vraag "Welk bedrijf maakt de snelste supercomputers?" steevast was "Het bedrijf waar Seymour Cray nu werkt".
Cray leidde persoonlijk een bescheiden leven. Hij vermeed publiciteit en er zijn een aantal sterke verhalen over zijn leven ontstaan. Tot zijn hobby's behoorden onder meer skiën, windsurfen, tennis en andere sporten, en ook tunnelgraven.

## Leven
Cray werd geboren in het gehucht Chippewa Falls in de staat Wisconsin. Hij behaalde zijn middelbareschooldiploma in 1943, waarna hij in dienst moest gedurende de Tweede Wereldoorlog. Hij vocht mee in Europa en Azië. Na zijn terugkeer in de Verenigde Staten ging hij studeren aan de Universiteit van Minnesota, waar hij een bachelor of science behaalde in de elektrotechniek. Hij studeerde af in 1950. In 1951 behaalde hij er ook zijn master in toegepaste wiskunde.
In 1950 trad Cray in dienst van Engineering Research Associates (ERA)te Saint Paul in Minnesota. Cray bouwde snel een reputatie op als expert op het gebied van digitale computer technologie, zeker na zijn ontwerp van de eerste, commercieel succesvolle wetenschappelijke computer, de ERA 1103. Hij bleef werken bij ERA, ook toen deze firma begin jaren 50 achtereenvolgens overgenomen werd door Remington Rand en de Sperry Corporation. Binnen het nieuw-opgerichte Sperry Rand werd ERA de "wetenschappelijk rekenen"-tak van hun Univac-divisie.

### Control Data Corporation
Dit duurde echter niet erg lang. In 1957 werd de wetenschappelijke rekendivisie afgestoten en stapten een aantal medewerkers op om Control Data Corporation (CDC) op te richten. Cray wilde in eerste instantie meteen mee, maar dit werd geweigerd door William Norris omdat Cray nog midden in een project zat van de Amerikaanse marine waarmee Norris de relatie niet wilde verstoren - de marine was een belangrijke opdrachtgever voor high-tech bedrijven. Het project, het Navy Tactical Data System, werd begin 1958 afgerond en Cray maakte de overstap naar CDC. Tegen 1960 was hij klaar met het ontwerp van de CDC 1604, een verbeterde en goedkopere versie van de ERA 1103, die voor zijn prijsklasse verrassende prestaties leverde.
Tegen de tijd dat de 1604 de markt op ging, was Cray alweer druk bezig met de opvolger, de CDC 6600. Hoewel de 6600 op het gebied van hardware niet echt enorme stappen zette, besteedde Cray veel aandacht aan het ontwerp van de processor. De 6600 werd zo de eerste supercomputer en leverde met een aanzienlijke marge betere prestaties dan alle andere computers die op dat moment voorhanden waren. Toen andere bedrijven (met name IBM) probeerden machines met soortgelijke specificaties te leveren kwam Cray met het ontwerp van de CDC 7600, die vijfmaal zo krachtig was.
Gedurende deze periode kreeg Cray steeds meer moeite met wat hij ervoer als inmenging van het management van CDC en kwam hij tot de conclusie dat hij alleen behoorlijk verder kon werken door St. Paul te verlaten en ergens anders opnieuw te beginnen. Na enig wikken en wegen kreeg hij steun van Norris en zette hij een nieuw lab op, op land dat hij zelf bezat in zijn geboortestad Chippewa Falls. In dit lab werkte hij verder aan de 7600 en begon hij aan de opvolger ervan, de 8600.
De stroom successen bij CDC kwam in 1972 tot een einde. Hoewel de 6600 en 7600 uiteindelijk enorme successen waren geworden, hadden ze beide het bedrijf op de rand van de afgrond gebracht tijdens de ontwikkeling. De 8600 ging dezelfde kant op en Cray besloot uiteindelijk dat de enige oplossing was om helemaal opnieuw te beginnen. Dit keer wilde Norris de gok niet wagen en tegelijkertijd begon een ander project van CDC, de CDC STAR-100, vruchten af te werpen. Norris bracht het slechte nieuws over en Cray verliet het bedrijf.

### Cray Research
Het afscheid was verder wel vriendschappelijk en toen Cray zijn bedrijf Cray Research oprichtte in een nieuw lab in hetzelfde complex, investeerde Norris $300.000 als startkapitaal. Anders dan gebruikelijk bij CDC werden R&D en productie in Chippewa Falls gevestigd en werd het hoofdkwartier in Minneapolis geplaatst. Na een aantal jaren ontwikkeling kwam het eerste product op de markt: de Cray-1, die alle concurrentie behalve de ILLIAC IV ver achter zich liet. De eerste werd binnen een maand verkocht aan een laboratorium in Los Alamos, voor 8,8 miljoen dollar.
Daarna ging het echter allemaal niet zo makkelijk meer. Terwijl Cray werkte aan de Cray-2, werkten andere groepen aan de multiprocessor-machine Cray X-MP (met vier processoren) die zeer succesvol werd. Toen de Cray-2 na zes jaar ontwikkeling eindelijk gereed was, was hij maar marginaal sneller dan de X-MP en dat was voornamelijk te danken aan zeer snel geheugen. Hierdoor werden er ook veel minder Cray-2s verkocht. Toen het werk aan de Cray-3 begon kwam de situatie Cray wel erg bekend voor. Om zich te kunnen wijden aan het ontwerpwerk besloot hij in 1980 om het bedrijf te verlaten en als onafhankelijk adviseur en inlener voor Cray Research aan de Cray-3 te gaan werken.
In 1989 kwam Cray in een déjà-vu situatie terecht toen de Cray-3 in moeilijkheden kwam. Een opwaardering van de X-MP die gebruik maakte van het snellere geheugen van de Cray-2 was stevig onderweg en leek ook flink aan de weg te timmeren. En dus zag het management zich weer geplaatst voor de keuze tussen twee projecten met budget voor een. Cray besloot weer te verkassen en richtte een nieuw lab op onder de naam Cray Computer Corporation, ditmaal in Colorado Springs in Colorado en dicht bij het lab van de NOAA, een grote afnemer van supercomputers.
De Cray-3 met zijn 500MHz was Cray's eerste commerciële flop. Terwijl hij werkte aan de 1GHz Cray-4, die gebruik moest maken van gallium-arsenide halfgeleiders, ging zijn bedrijf failliet en moest hij in 1995 uitstel van betaling aanvragen. Cray begon een nieuw bedrijf, SRC Computers, maar hij stierf op 5 oktober 1996 ten gevolge van een auto-ongeluk, 71 jaar oud. Ironisch genoeg reed hij in een Jeep Cherokee, die door Jeep ontworpen was op een Cray supercomputer.

### Cray Inc.
In 1996 werd Cray Research opgekocht door Silicon Graphics, Inc en werd als divisie uiteindelijk gefuseerd met Tera Corporation tot Cray Incorperated. Dat bedrijf is sinds 2019 in handen van Hewlett-Packard.